# Putney (Georgia)
Putney – jednostka osadnicza w Stanach Zjednoczonych, w stanie Georgia, w hrabstwie Dougherty.